# Rhynchozoon angulatum
Rhynchozoon angulatum är en mossdjursart som beskrevs av Levinsen 1909. Rhynchozoon angulatum ingår i släktet Rhynchozoon och familjen Phidoloporidae. Inga underarter finns listade i Catalogue of Life.